# والتر سيدني آدمز
آدمز
هو فالترسيدني آدمز الفلكي من أمريكا الشمالية, المولود بتاريخ 20/12/1876 بالقرب من أنطاكيا (تركيا) والمتوفي بتاريخ 11/5/1956 في باسادينا (الولايات المتحدة الأمريكية), وقد عمل في الفترة من 1901-1904 بمرصد بيركس وبعد ذلك بمرصد مونت ويلسون وكان مديراً له في الفترة من 1932-1946 وعرف آدمز من خلال أبحاثه على أطياف النجوم ووضع لأول مرة (بالاشتراك مع كول شوتر) طريقة لتحديد قوة الإشعاع من الطيف.
المصدر
الموسوعة الفلكية

## روابط خارجية
- والتر سيدني آدمز على موقع الموسوعة البريطانية (الإنجليزية)
- والتر سيدني آدمز على موقع إن إن دي بي (الإنجليزية)